# Ulrich Schumacher
Ulrich Schumacher (* 2. April 1958 in Bergisch Gladbach) ist ein deutscher Ingenieur und Manager (u. a. ehemaliger Vorstandsvorsitzender der Infineon AG). Von 1. Oktober 2013 bis 1. Februar 2018 war Schumacher CEO der Vorarlberger Zumtobel Group.

## Kindheit und Ausbildung
Schumacher entstammt einer mittelständischen Unternehmerfamilie aus Bergisch Gladbach, wo er auch sein Abitur ablegte. 
Anschließend studierte Schumacher von 1977 bis 1982 Elektrotechnik an der RWTH Aachen, wo er 1985 mit summa cum laude zum Dr.-Ing. promovierte. In dieser Zeit absolvierte er auch ein betriebswirtschaftliches Aufbaustudium. Von 1982 bis 1986 war er als wissenschaftlicher Assistent an der RWTH Aachen tätig.

## Werdegang und Karriere

### Siemens
1986 trat er in den Siemens-Konzern ein und war zunächst für das Equipment Engineering/Prüftechnik im Bereich Bauelemente verantwortlich. Ab 1987 war er mit der Leitung der Dienststelle Geräte und Systemtechnik für Prüfsysteme/CAT der Sparte Bauelemente betraut. Es folgten Stationen als Vorstandsassistent im Bereich Halbleiter (1988), Marketingleitung des Geschäftsgebiets Speicher im Bereich Halbleiter (1991) und Leitung des Geschäftsgebietes Standard ICs. 1996 wurde er zum Vorsitzenden des Geschäftsbereichs Halbleiter (Platz 17 der weltweiten Halbleiterindustrie) bestellt und löste somit den scheidenden Siemens-Bereichsvorstand Jürgen Knorr ab. 1998 wurde er zusätzlich in den Zentral-Vorstand der Siemens AG berufen.

### Infineon
Ein vom Siemens-Vorstand beschlossenes Zehn-Punkte-Programm zur Steigerung der Rentabilität und Wettbewerbsfähigkeit des Konzerns sah vor, den Bereich Halbleiter unter einem neuen Namen auszugliedern und anschließend an die Börse zu bringen. Die Ausgliederung erfolgte zum 1. April 1999, zu welchem Termin auch Schumacher Vorstandsvorsitzender der neugegründeten Gesellschaft Infineon Technologies AG wurde. Infineon wurde damit auch zum bis dato zweitgrößten Börsengang in Deutschland. 
Der breiten Öffentlichkeit wurde er bekannt durch seinen Porsche-Auftritt im Motorsportoverall am Tag des Börsengangs am 13. März 2000 an der Frankfurter Börse.
Nach diversen internen Meinungsverschiedenheiten und Vorwürfen legte Schumacher im März 2004 sein Mandat als Vorstandsvorsitzender der Infineon, zu diesem Zeitpunkt weltweit fünftgrößtes Unternehmen der Halbleiterindustrie, mit sofortiger Wirkung nieder.

### Francisco Partners
Nach seinem Ausscheiden von Infineon wurde Schumacher Operating Partner des Technologie-Beteiligungsunternehmens Francisco Partners, wo er an diversen Projekten, wie beispielsweise der Gestaltung des Numonyx Joint-Ventures zwischen ST Microelectronics und Intel, gearbeitet hat.

### Grace Semiconductor
Mit Wirkung zum September 2007 wurde Schumacher zum President & CEO der teilstaatlichen Grace Semiconductor mit Sitz in Shanghai. 
Bis zum Jahr 2010 schaffte er den Turnaround im zum Zeitpunkt der Übernahme angeschlagenem Unternehmen. Die Gründung einer mit 400.000 Euro geförderten Europazentrale in Villach misslang jedoch. 
Schumacher verlängerte seinen Vertrag ab September 2010 nicht mehr, blieb dem Unternehmen jedoch noch als Berater verbunden.

### Zumtobel Group
Am 22. August 2013 bestellte der Aufsichtsrat der Zumtobel Group AG Schumacher mit Wirkung zum 1. Oktober 2013 als neuen Vorsitzenden des Vorstandes. Interimistisch fungierte er bis Ende 2013 auch als CFO. 
Mit dem 1. Februar 2018 schied er aus dem Unternehmen aus, Vorstandssprecher wurde Alfred Felder.

## Aufsichtsratsmandate
Schumacher war in mehreren großen DAX-Konzernen Mitglied im Aufsichtsrat bzw. deren Vorsitzender, beispielsweise bei der Deutschen Bahn und weiteren nationalen sowie internationalen Unternehmen, wie z. B. dem israelischen Digital-TV-Startup Siano Mobile, dem Schweizer Softwareunternehmen Esmertec (bis 2009; heute Myriad Group AG) und der Safe ID Solutions.
Derzeit sitzt er u. a. in folgenden Unternehmen im Aufsichtsrat:
- PactXPP AG, Vorsitzender des Aufsichtsrates
- ASM International, Mitglied

## Task Force „Qualifikation und Mobilität“ der Europäischen Kommission
Schumacher wurde im Juni 2001 zum Vorsitzenden der Task Force „Qualifikation und Mobilität“ innerhalb der Europäischen Union ernannt, die von Anna Diamantopoulou, zuständiges Kommissionsmitglied für Beschäftigung und Soziales, eingesetzt wurde. Ziel war es, gestützt auf den Bericht dieser Task Force, einen Aktionsplan mit einer Reihe weiterführender Initiativen vorzuschlagen, der gewährleisten sollte, dass bis zum Jahr 2005 alle Bürger Zugang zu voll funktionsfähigen europäischen Arbeitsmärkten haben. Insbesondere sollten Mobilitätshindernisse abgebaut und das Qualifikationsniveau der Arbeitskräfte in Europa auf allen Ebenen angehoben werden.

## Gerichtliche Auseinandersetzung mit Infineon
Im Januar 2009 hat die Staatsanwaltschaft München Anklage erhoben. Ihm wurde Bestechlichkeit im geschäftlichen Verkehr und versuchter Prozessbetrug vorgeworfen. Zudem wurde Schumacher Steuerhinterziehung zur Last gelegt. 
Die Hauptanklagepunkte sah das Gericht für haltlos und als nicht erwiesen an, da sich u. a. der einzige Kronzeuge der Anklage in Widersprüche verwickelt hatte. Daraufhin wurde im Herbst 2009 das Gerichtsverfahren wegen Bestechlichkeit und Untreue gegen Schumacher eingestellt.
Das Verfahren wegen eines Steuerdelikts, in Höhe von rund 10.000 Euro im Zusammenhang mit einem privaten Autogeschäft, wurde gegen eine Geldauflage von 200.000 Euro eingestellt.

## Auszeichnungen
- Ehrenring der Stadt Villach